# Tubuloazinöse Drüse
Mit tubuloazinös (von lateinisch tubus ‚Röhre‘; von acinus ‚Beere, Traube‘) werden in der Histologie exokrine Drüsen bezeichnet, welche in der Architektur ihrer Endstücke sowohl tubuläre als auch azinären Gewebearchitektur besitzen, also eine Mischform zwischen den beiden Typen darstellen. Sie gehören wie die tubuloalveolären Drüsen zu den gemischten Drüsen. In tubuloazinösen Drüsen kommen sowohl schlauchförmige Endstücke, bei denen die sekretbildenden Anteile den gleichen Durchmesser wie die ableitenden Teile haben, als auch beerenförmige, bei denen die Endstücke zwar verdickt, aber das gleiche Lumen wie die ableitenden Teile haben, vor.
Einen tubuloazinösen Drüsenaufbau zeigen:
- Glandula submandibularis[2]
- Glandula sublingualis[2]
- Glandulae bronchiales[3]
- Tränendrüse[4]
- Drüsen der Gallengänge[5]
- Samenblasendrüse[6]
- Kehlkopfdrüsen[7]
- Schleimdrüsen des Nierenbeckens beim Pferd (Glandulae pelvis renalis)[8]